# ولنتاین لوین
ولنتاین لوین (انگلیسی: Valentin Lavigne؛ زادهٔ ۴ ژوئن ۱۹۹۴) بازیکن فوتبال اهل فرانسه است.
از باشگاه‌هایی که در آن بازی کرده‌است می‌توان به باشگاه فوتبال لوریان اشاره کرد.
وی همچنین در تیم ملی فوتبال زیر ۲۰ سال فرانسه بازی کرده‌است.